# Carso Pinot grigio
Il Carso Pinot Grigio è un vino DOC la cui produzione è consentita nelle province di Gorizia e Trieste.

## Caratteristiche organolettiche
- colore: giallo paglierino più o meno intenso
- odore: caratteristico
- sapore: asciutto, pieno, armonico

## Produzione
Provincia, stagione, volume in ettolitri
- Gorizia  (1996/97)  50,4